# Scabiosa canescens
Scabiosa canescens — вид квіткових рослин з родини жимолостевих (Caprifoliaceae). Вид зростає в Європі: Данія, Швеція, Бельгія, Німеччина, Швейцарія, Австрія, Польща, Чехія, Словаччина, Угорщина, Франція, Хорватія, Боснія і Герцеговина, Румунія й азійській частині Туреччини.

## Середовище
Вид росте на сухих луках, у відкритих соснових лісах та на кам'янистих схилах горбистого до передгірського (можливо, навіть до передгірського) рівня висоти.

## Біоморфологічна характеристика
Це літньо-зелена багаторічна трав'яниста рослина, яка досягає висоти від 20 до 50 см. Прикореневі листки голі, нерозділені та майже цілісні. Протилежні стеблові листки перисто-розсічені, причому бічні кінчики середніх стеблових листків мають ширину від 1 до 3 мм. Період цвітіння триває з липня по жовтень. Головчасте суцвіття має діаметр від 1,5 до 2,5 см і оточене приквітками. Квітка має сильний аромат, схожий на аромат орхідеї. Квітки двостатеві. Чашечка має п'ять світло-жовтих щетинок довжиною від 1 до 3 мм і шириною від 0,1 до 0,2 мм біля основи, які від одного до двох разів довші у зовнішній частині. Віночок п'ятилопатевий, світло-блакитний, має чотири тичинки та нижню зав'язь зі стовпчиком. Плід — сім'янка. 2n = 16.